# Historic Performances Recorded at the Monterey International Pop Festival
Historic Performances Recorded at the Monterey International Pop Festival est un album live sorti par Reprise Records le 26 aout 1970 aux États-Unis et par Atlantic Records en France. L'album présente plusieurs chansons issues des concerts d'Otis Redding et de The Jimi Hendrix Experience au Monterey International Pop Festival le 18 juin 1967.
L'intégralité du concert de Jimi Hendrix fut publié en 1986 sur l'album Jimi Plays Monterey  puis sur Live at Monterey en 2007.
C'est le dernier album de Jimi Hendrix sorti de son vivant.
La chanson Wild Thing qui clôt la performance du Jimi Hendrix Experience se termine par le guitariste mimant l'acte sexuel avec sa guitare avant de l'immoler par le feu, puis de la fracasser contre le sol avant d'envoyer les morceaux restant au public. Cet acte célèbre apporte donc la notoriété au groupe et de nombreux artistes rocks s'en inspirent en concert.

## Chansons
| 1. | Like a Rolling Stone | Bob Dylan             | 6:22 |
| 2. | Rock Me Baby         | B. B. King, Joe Josea | 3:00 |
| 3. | Can You See Me       | Jimi Hendrix          | 2:30 |
| 4. | Wild Thing           | Chip Taylor           | 7:30 |

| 5. | Shake                         | Sam Cooke                                         | 2:37 |
| 6. | Respect                       | Otis Redding                                      | 3:22 |
| 7. | I've Been Loving You Too Long | Otis Redding, Jerry Butler                        | 3:32 |
| 8. | (I Can't Get No) Satisfaction | Mick Jagger, Keith Richards                       | 3:21 |
| 9. | Try A Little Tenderness       | Harry M. Woods, Jimmy Campbell, Reginald Connelly | 4:40 |

## Musiciens
The Jimi Hendrix Experience :
- Jimi Hendrix – guitare, chant
- Noel Redding – guitare basse
- Mitch Mitchell – batterie

Otis Redding :
- Otis Redding – chant
- Booker T. Jones - orgue
- Steve Cropper - guitare
- Donald Dunn - guitare basse
- Al Jackson - batterie
- Wayne Jackson - trompette
- Andrew Love - saxophone ténor